# Verfolgt
Verfolgt è un film del 2006 diretto da Angelina Maccarone.

## Trama
La cinquantenne Elsa Seifert è una donna indipendente e realizzata, con un sereno rapporto di coppia con il marito Raimar. Elsa lavora come assistente sociale ed in particolare si occupa di giovani delinquenti. Quando le viene affidato il caso di Jan, un sedicenne appena uscito di prigione che deve essere reinserito nella società, Elsa lo fa assumere nell'officina di Raimar ed insieme al marito decidono anche di accoglierlo in casa. Ben presto, però, Jan non esita a manifestare ad Elsa la forte attrazione fisica che prova per lei. Elsa inizialmente tenta di dissuadere il ragazzo e di sopprimere il sentimento che anche lei prova nei suoi confronti, ma l'assidua frequentazione farà accadere l'inevitabile...